# Радванський Андрій
Радванський Андрій (1711–1788) — маляр-монументаліст; стінні розписи, фрески, ікони.